# Bony del Raset
El Bony del Raset és una muntanya de 2.008,2 metres del terme municipal de Soriguera, a la comarca del Pallars Sobirà. Pertany al territori del terme primigeni de Soriguera.
Està situat a l'extrem nord-est del terme, en un lloc on el terme de Soriguera fa una estreta punxa que s'incrusta entre els termes municipals de Llavorsí, de la comarca del Pallars Sobirà, i Montferrer i Castellbò, de la de l'Alt Urgell. És al sud-oest de Sant Joan de l'Erm vell i de Romadriu, a l'extrem de ponent del Serrat de l'Oratori.
És dins del Parc Natural de l'Alt Pirineu.